# کاتالونیای انقلابی
کاتالونیای انقلابی (انگلیسی: Revolutionary Catalonia)؛ (۲۱ ژوئیه، ۱۹۳۶–۱۹۳۹) بخشی از کاتالونیای تحت کنترل توسط احزاب و شبه نظامیان شورشی و عناصر اتحادیه‌های تجاری سوسیالیستی در طول جنگ داخلی اسپانیا است. این احزاب زیر چتر کنفدراسیون ملی کار (CNT) عمل می‌کردند. این کنفدراسیون در آن زمان در کنار فدراسیون شورشی ایبری FAI یکی از قدرتمندترین اتحادیه‌های کارگری بحساب می‌آمد. در کاتالونیای انقلابی احزاب دیگری مانند حزب اتحاد کمونیست کارگران اسپانیا، حزب سوسیالیست متحد کاتالونیا و حزب کمونیست کاتالونیا نیز حضور داشتند. اگر چه حکومت کاتالونیا در اسم در قدرت بود ولی این اتحادیه‌های کارگری بودند که با بسیاری از نیروهای اقتصادی و نظامی کنش و واکنش می‌کردند.

## پیشینه
در اوایل قرن بیستم، سوسیالیسم و آنارشیسم در سراسر اسپانیا رشد کرد. در کاتالونیا که به شدت صنعتی شده و سنگر اتحادیه‌های کارگران شورشی بود نارضایتی وسیعی موج می‌زد. در فاصله روزهای ۲۵ ژوئیه تا دوم اوت سال ۱۹۰۹ با توجه به کاهش دستمزدها و در اعتراض به خدمت سربازی برای جنگ در مراکش. خیزش‌هایی در کاتالونیا بوقوع پیوست، که توسط ارتش سرکوب شد. این ایام به نام هفته غم‌انگیز نامیده می‌شود. کنفدراسیون ملی کار به اعتصاب عمومی فراخوان داد ولی توسط ارتش سرکوب شد. اعتصاب‌های دیگری در سال‌های ۱۹۱۷ و ۱۹۱۹ انجام شد که به درگیری‌های خشونت‌آمیزی میان پلیس و اتحادیه‌های کارگری منتهی شد.
کنفدراسیون ملی کار غیرقانونی اعلام شد و فدراسیون آنارشیست کار (FAI) در سال ۱۹۲۷ در زمان حکومت دیکتاتوری میگوئل پریمو ده ریورا به عنوان یک متحد پنهانی کنفدراسیون ملی کار تشکیل شد. اعضای افراطی اف آ ای که نیز بخشی از کنفدراسیون ملی کار بودند، نفوذ قابل توجهی در دیگر اعضای اتحادیه‌های کارگری داشتند. در جمهوری دوم اسپانیا، آنارشیست‌ها همچنان خیزش‌ها مانند شورش کاساس ویه خاس در سال ۱۹۳۳ و اعتصاب معدنچیان آستوری در سال ۱۹۳۴ که به طرز وحشیانه‌ای توسط فرانسیسکو فرانکو با کمک نیروهای آفریقای شمالی سرکوب شد را رهبری کردند.

## شروع جنگ
در کودتای ژوئیه سال ۱۹۳۶ اسپانیا شبه نظامیان آنارشیست و سوسیالیست این کشور، همراه با نیروهای جمهوری‌خواه نیروهای افسران ارتش ملی در کاتالونیا و بخش‌هایی از شرق آراگون را شکست دادند. کنفدراسیون ملی کار و فدراسیون آنارشیست کار مجدداً به صحنه بازگشتند و به عنوان دو سازمان قدرتمند در بارسلون ساختمان‌های استراتژیک مانند اداره‌های پست و تلفن و مقادیر زیادی تسلیحات را مصادره کردند. آن‌ها از طریق تعدادی کارخانه و کمیته‌های حمل و نقل، اقتصاد کاتالونیا را به کنترل خود درآوردند. با وجود در اختیار داشتن نیروی نظامی، آن‌ها تصمیم گرفتند که دولت کاتالان را سرنگون نکنند. رئیس کاتالونیا و رهبر چپ جمهوریخواه کاتالونیا (ERC)، با کنفدراسیون ملی کار موافق بودند ولی از نزدیک شدن آن‌ها به ابزار تولید نگران بودند. کنفدراسیون ملی کار و شرکت‌ها با هم کار کردند و کمیته مرکزی شبه نظامیان ضد فاشیسم را تشکیل دادند. این کمیته به بدنه اصلی حکومت آینده در منطقه تبدیل شد.

## انقلاب ۱۹۳۶ و خود گردانی کارگری

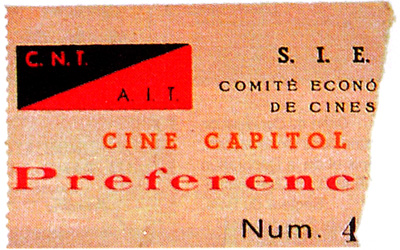
بلیط سینما توسط CNT

با شروع خودگردانی کارگری در کاتالونیا بسیاری بخش‌های اقتصادی به دست اتحادیه‌های کارگری افتاد. این بخش‌ها شامل خطوط آهن، خودروها، اتوبوس‌ها، تاکسی‌ها، کشتیرانی، شرکت‌های آب و برق و گاز، کارخانجات مونتاژ اتوموبیل، معادن، کارخانجات صنعتی و تولید مواد غذایی، نمایش‌خانه‌ها، روزنامه‌ها، بارها، هتل‌ها و رستوران‌ها، فروشگاه‌های بزرگ و هزاران مرکز اقتصادی دیگر که تا قبل از انقلاب در کنترل طبقات مرفه بود به کنترل اتحادیه‌های کارگری درآمد. در حالی که کنفدراسیون ملی کار بیشترین قدرت را در اختیار داشت ولی این قدرت را با سایر اتحادیه‌های کارگری تقسیم می‌کرد. برای مثال اداره تلفن ملی اسپانیا توسط کمیته‌ای مشترک کارگری انجام می‌شد.

## جرج اورول در کاتالونیا

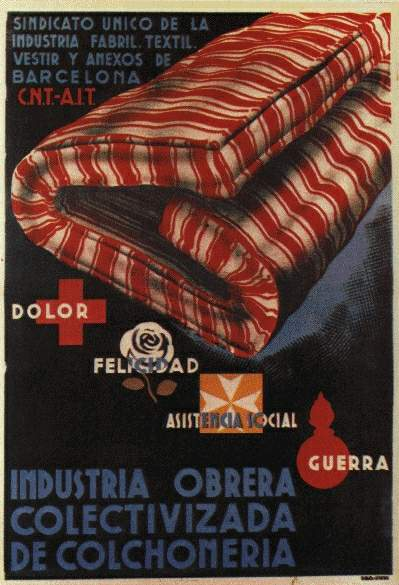
پوستر CNT تبلیغ پارچه‌های جمع‌آوری شده

بعد از برقرار شدن نظام خود گردان در کاتالونیا جورج اورول که به اسپانیا سفر کرده بود می‌نویسد «این اولین بار بود که من در شهری می‌دیدم طبقه کارگر زمام امور را در دست‌های خود گرفته‌است؛ به‌ویژه اینکه تمامی ساختمان‌ها توسط کارگران مصادره شده بود و بر فراز آنها پرچم‌های سرخ یا سرخ و سیاه شورشیان برافراشته شده بود. روی تمامی دیوارها داس و چکش ترسیم شده بود و بر اساس اعتقادات احزاب انقلابی عکس‌ها و تصاویری که در کلیساها وجود داشتند پاکسازی شده بود. کلیساها در گوشه و کنار کاتالونیا توسط دسته‌های کارگران ویران می‌شد. روی در کافه‌ها و فروشگاه‌ها نوشته شده بود که اینجا اشتراکی شده‌است». جرج اورول در نوشته‌هایش ادامه می‌دهد «اتحادیه‌های کارگری کارگاه‌های تولیدی طبقه متوسط را هم به کنترل خود گرفتند. در بارسلون فروش ماهی و تخم مرغ، تولید گوشت، شیر و لبنیات و بازار میوه اشتراکی شد. اگرچه اتحادیه‌های کارگری تلاش می‌کردند که طبقات متوسط و خرده‌بورژوازی را راضی کنند تا به نظام اشتراکی بپیوندند ولی معمولاً آنها با این کار مخالفت می‌کردند و حقوق بیشتری را مطالبه می‌کردند.»

## مشکلات در کاتالونیای انقلابی
در ابتدای این اقدامات، کارخانه‌های تازه اشتراکی شده با مشکلات مختلفی مواجه شدند. آلبرت پرز بارو، عضو کنفدراسیون ملی کار سردرگمی اقتصادی اولیه را اینگونه تشریح می‌کند: «در اولین روزهای انقلاب کارگران به سر کار برگشتند ولی مدیریتی وجود نداشت. این مشکل باعث شد که آنها کمیته‌های کارگری تشکیل بدهند. در کارگاه‌ها و کارخانه‌های کوچک این کمیته‌ها تشکیل شد.»
در پاسخ به این مشکلات، دولت کاتالونیا که از سوی کنفدراسیون ملی کار حمایت می‌شد، در ۲۴ اکتبر ۱۹۳۶، حکم «اشتراکی کردن و کنترل کارگران» را تصویب کرد. طبق این فرمان، تمام کارخانه‌هایی که بیش از ۱۰۰ کارگر داشتند، اشتراکی می‌شدند و اگر ۱۰۰ یا کمتر از این تعداد کارگر می‌داشتند می‌توانستند اشتراکی شوند مشروط به اینکه کارگران آن کارخانه موافقت کنند. تمامی تولیدی‌های اشتراکی شده می‌بایست به کمیته عمومی صنعت بپیوندند.
پس از اختلال اولیه، اتحادیه‌ها یک سازماندهی مجدد تمام معاملات را آغاز کردند، صدها کارگاه کوچک‌تر را بستند و روی آن تعداد تمرکز کردند که مجهز تر بودند تا بتوانند شرایط کار را توسعه دهند.

## نظام تولید و مصرف
کمون‌های شورشی اغلب تولیدی بیش از زمان نظام اشتراکی داشتند. مناطق تازه آزاد شده کاملاً بر اساس اصول آزادی عمل می‌کردند. تصمیم‌گیری از طریق شورای شهروندان بدون هر نوع بوروکراسی انجام می‌شد.
در زمینه کشاورزی، انقلاب در زمانی خوب رخ داد. محصولاتی که جمع‌آوری می‌شد و سود آن‌ها به جیب تعداد کمی زمین‌دار می‌ریخت در میان نیازمندان توزیع می‌شد. پزشکان، نانواها، آرایشگران و غیره هر آنچه که نیاز داشتند را در مقابل کاری که انجام می‌دادند دریافت می‌کردند. دستمزدها بر اساس نیاز افراد و نه بر اساس میزان ساعات کار آن‌ها بود.
تولید تا حد زیادی افزایش یافت. تکنسین‌ها و کارشناسان کشاورزی به دهقانان کمک می‌کردند تا بتوانند از زمین استفاده بهتری بکنند.
روش‌های نوین علمی معرفی شدند و در برخی مناطق تولید کالا تا ۵۰٪ افزایش داشت. برای تغذیه طرفداران زندگی جمعی و شبه نظامیان در مناطق خود به اندازه کافی مواد مورد نیاز وجود داشت. همچنین کالای صنعتی کافی نیز برای تبادل با سایر کلکتیوها در شهرهای دیگر وجود داشت. علاوه بر این به کمیته‌های آماد که تلاش می‌کردند مواد غذایی را در مناطق خارج شهرها توزیع کنند این مواد داده می‌شد.

## نقش زنان در انقلاب

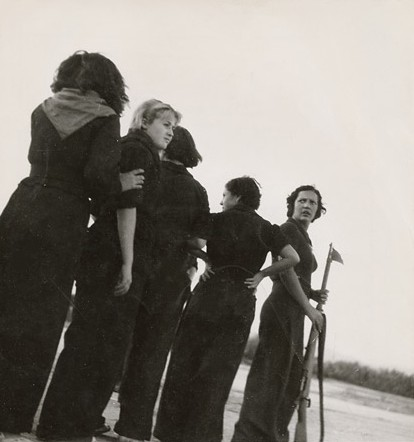
آموزش زنان برای شبه نظامیان جمهوریخواه خارج از شهر بارسلونا، اوت ۱۹۳۶

یکی دیگر از وجوه انقلاب، ظهور جنبش آنارکا-فمینیست زنان بنام موخرس لیبرس بود. این سازمان، با ۳۰۰۰۰ عضو، مدارسی را برای آموزش زنان روسپی راه اندازی کرد تا آن‌ها روش زندگی شان را تغییر دهند. این گروه عقیده داشت که برای ایجاد جامعه‌ای نو و دست یابی به آزادی‌های فردی می‌بایست مرد سالاری از بین برود.

## نظام اشتراکی در روستاها
به گفته پروفسور ادوارد ای Edward E، درست مانند شهرها، دهقانان انقلابی زمین‌های مناطق خارج شهرها را مصادره کردند و مزارع اشتراکی تشکیل دادند. بین نیم تا دو سوم از تمام زمین‌های کشت شده در جمهوری اسپانیا مصادره شد. اهداف عمدتاً زمین داران کوچک و متوسط بودند، چرا که بسیاری از زمین‌های بزرگ ملی شده بود.
اشتراکی کردن زمین‌های روستاها در زمانی شروع شد که کمیته مشترک کنفدراسیون ملی کار و فدراسیون آنارشیستی ایبری تشکیل شد. این کمیته زمین‌های ثروتمندان و در بعضی موارد زمین فقرا را اشتراکی کرد. مزارع، ساختمان‌ها، ماشین آلات، وسایل حمل و نقل همگی اشتراکی شدند. مواد غذایی در یک انبار عمومی ذخیره شد و یک کمیته کنترل نظارت بر آن را به عهده گرفت. در بسیاری مناطق نظام پولی برچیده شد و دستمزدها به صورت کوپن‌هایی پرداخت می‌شد که توسط کمیته‌ها تهیه می‌شد. تعداد این کوپن‌ها به میزان تعداد افراد خانواده به آن‌ها داده می‌شد. کالاهای تولید محلی در صورت فراوانی مجانی بود یا با کوپن در انبارهای عمومی فروخته می‌شد. از پول تنها برای مناطقی استفاده می‌شد که سیستم اشتراکی را انتخاب نکرده بودند. در دیگر مناطق تحت کنترل شورشیان نیز تبادلات کالا در مقابل کالا انجام می‌شد. از زمانی که کمیته‌ها کنترل درآمدهای مالی را بدست گرفتند سفر به سایر مناطق نیازمند آن شد که از طریق کمیته‌ها پول و اجازه سفر گرفته شود.